# Pauline von Brochowska
Pauline Maria Juliane von Brochowska (* 14. November 1795 oder 1794 in Dresden; † 9. Mai 1853 in Spanien) war eine deutsche Schriftstellerin.

## Leben
Brochowska wurde als Tochter des königlich sächsischen Majors und späteren Generals der Infanterie Vinzenz Bogislaw von Brochowski in Dresden geboren. Sie erhielt ihre Erziehung ab ihrem 13. Lebensjahr unter anderem im Ursulinenkloster in Prag. Hier erkrankte sie schwer, sodass sie nach dreieinhalb Jahren in ihr Elternhaus zurückkehrte. Als ihr Vater als Regiments-Kommandant nach Polen gehen musste, blieb sie mit ihrer Mutter in Dresden zurück.
Am 25. April 1812 wurde sie zur Hofdame von Amalie von Sachsen ernannt, später wurde sie ihre Oberhofmeisterin. Sie pflegte nun Umgang mit den höchsten Personen der Gesellschaft. Zuspruch von Freunden brachte sie zum Schreiben. Ein erstes Gedicht von ihr wurde 1819 veröffentlicht. Nach dem Tod ihrer engen Freundin Emilie Hübner befiel sie eine mit Lähmungen verbundene Nervenkrankheit, von der sie sich nur langsam erholte. Ihr Schreiben wandte sich während und nach der überstandenen Erkrankung eher religiösen Motiven zu. Es entstanden zahlreiche Gedichte, die sie in Zeitschriften unter dem Pseudonym „Theophania“ veröffentlichte. Nachdem ihre Autorschaft enthüllt wurde, benutzte sie das Pseudonym „Lisa“, das sie jedoch kurze Zeit später wieder aufgab.
Brochowska heiratete 8. Juli 1835 den Kammerjunker Arthur Otto Alexander von Langenn, Herr auf Wasserburg (1808–1850). Brochowska starb in Spanien während eines Besuchs bei einer Schwester.
Brochowska stand in Kontakt mit anderen Schriftstellern der Zeit, so zum Beispiel Agnes Franz und Theodor Hell. Für Amalie von Sachsens Posse Die Siegesfahne verfasste Brochowska das Libretto. Die SLUB Dresden verwahrt heute einen kleinen Teil ihres Briefnachlasses.

## Werke

### Gedichte
In der Dresdner Abendzeitung
- 1819: An Saida und Palmyra, bei der Aufführung der Oper Mahomet, von Winter; An Elise Ehrhardt; Frühlings-Opfer; Zum Charfreitag; Die Genien des Lebens; Lina’s Abschied von ihrem Spiegel; Die Meerfahrt; Triolets; An Agnes Franz; Liebe; Die Kränze; Der Fischer und das Kind

- 1820: An die Meinen; Kränze der Andacht; Mein Reichthum; Triolets; Abschied vom Landleben; An Agnes Franz; Am Allerseelentage; An ein überschicktes Olivenblatt, gepflückt zu Jerusalem; Bei der feierlichen Beisetzung I. K. H. der Prinzessin Mariane von Sachsen, am 29. Nov. 1820

- 1821: Die beiden Bäche, nach d. Franz; Die süßen Pfänder, nach dem Spanischen; Frühlingsliedchen; Das stille Haus; Ich denke Dein, Nachruf an Emilie H. zum 4. Decbr.

- 1822: Cypressenreis um die Urne Er. Königl. Hoheit des verewigten Prinzen Clemens Maria Joseph, Herzog zu Sachsen, am 4. Jan. 1822

In der Iduna
- Vor einem Madonnenbild
- Die Wald-Capelle, eine Romanze

### Libretti
- 1828: Libella (Romantische Oper in 2 Akten)
- 1837: Der rothe Domino (Komische Oper in 2 Akten)
- 1834: Die Siegesfahne (Operette in einem Akt)